# 松前資廣
松前資廣（日语：〔〕／ Matsumae Sukehiro，1726年10月24日—1765年5月8日），日本江戶時代中期大名，松前藩第7代藩主。
松前資廣是第6代藩主松前邦廣的長子。1743年（寬保3年），父親邦廣去世，由他繼任家督。1765年（明和2年）去世，享年40歲，其長子松前道廣繼位。